# Arcturus (группа)
Arcturus — норвежская группа, играющая авангардный метал, созданная в 1987 году.

## История
В 1987 году бас-гитарист и вокалист Мариус Вольд, гитарист и клавишник Стейнар Сверд Йонсен и ударник Хеллхаммер создали дэт-металлическую группу Mortem. Этот состав записал демокассету Slow Death (позже издана на французском лейбле Putrefaction Records). В 1990 году музыканты поменяли название на Arcturus, чтобы писать музыку в другом стиле. В 1991 году тот же состав под новым именем записал мини-альбом My Angel, который тоже был издан на Putrefaction.
С уходом Вольда и загрузкой Сверда и Хеллхаммера в других проектах Arcturus временно прекратил деятельность. В 1994 году с гитаристом Emperor Самотом и вокалистом Ulver Гармом записали мини-альбом Constellation (его на своём лейбле Nocturnal Art тиражом в 500 копий издал Самот. Constellation был отмечен сочетанием агрессивных гитарных партий с клавишными и «чистым» вокалом, которое стало отличительной чертой группы. Самот не задержался в Arcturus, так как ему надо было отбыть тюремный срок за соучастие в поджоге церкви, и его место заняли Карл Август Тидеманн и бас-гитарист Ulver Хью Мингей (псевдоним Skoll). В таком составе был записан дебютный альбом Arcturus Aspera Hiems Symfonia (1995). В него вошли песни с Constellation и новый материал.

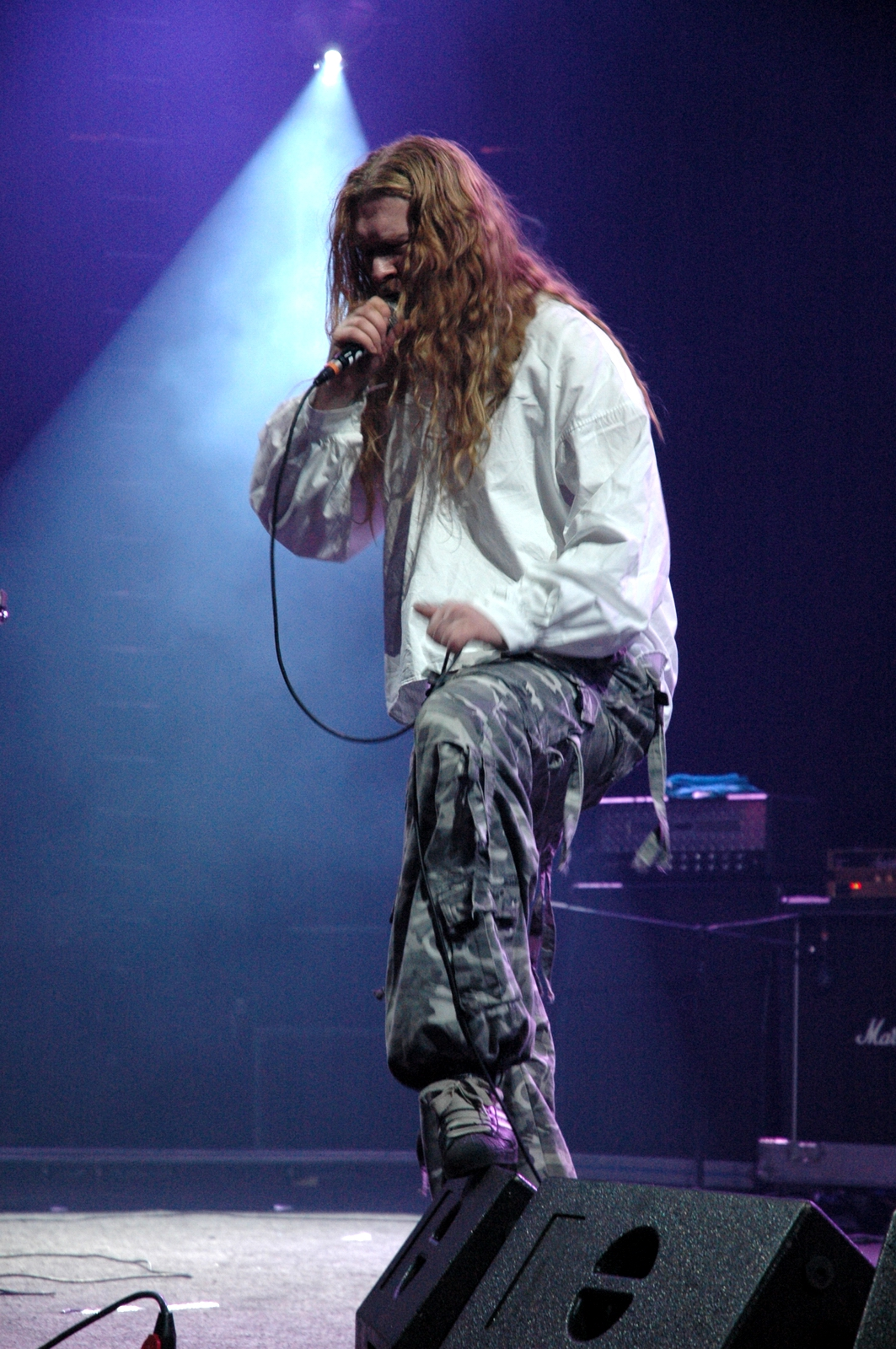
ICS Vortex в составе Arcturus (2005 год)

Второй альбом La Masquerade Infernale записывался уже с новым гитаристом Кнутом Магне Валле, хотя на него вошли и две композиции с партиями Тидеманна, а вокальные партии в нескольких песнях исполнил ICS Vortex (Симен Хэстнэс). Для занявшей полгода записи альбома был ангажирован струнный квартет. На этой записи Arcturus окончательно обозначили движение в направлении авангарда. В течение нескольких лет музыканты группы занимались собственными проектами, выпустив только сборник ремиксов Disguised Masters (1999).
Весной 2002 года вышел альбом The Sham Mirrors, записанный с новым бас-гитаристом Дагом Гравемом. В начале 2003 года Гарм покинул Arcturus; его сменил Эйвинд Хэгеланд из прогрессив-группы Spiral Architect. С ним Arcturus выступили на летних фестивалях в 2003 и 2004 годах. В январе 2005 года постоянным вокалистом стал Хэстнэс. В сентябре на лейбле Season of Mist вышел четвёртый альбом Sideshow Symphonies, записанный в том же составе и со вторым гитаристом Туре Муреном. В апреле 2007 года группа дала турне по Австралии, на последнем концерте которого в Мельбурне Хэстнэс объявил о том, что Arcturus прекращают существование.
В 2010 году Хэстнэс объявил, что первым концертом воссоединившихся Arcturus станет фестиваль ProgPower в Атланте (США) в сентябре 2011 года. В итоге выступление Arcturus не состоялось; причинами отмены музыканты назвали «спячку» и «частичное устаревание». Первым концертом после воссоединения стало выступление в Кристиансанне 9 сентября 2011 года. Летом Arcturus стали участниками нескольких фестивалей. В сентябре 2011 года Хэстнэс в интервью объявил, что Arcturus работают над новым альбомом.
В феврале 2015 года стали известны название нового альбома группы — Arcturian — и его треклист. Альбом был выпущен 8 мая 2015 года на лейбле Prophecy Productions.

## Дискография

### Альбомы
- Aspera Hiems Symfonia (1995, Ancient Lore/Misanthropy/Century Black);
- La Masquerade Infernale (1997, Misanthropy/Music For Nations);
- The Sham Mirrors (2002, Ad Astra Enterprises/The End Records);
- Sideshow Symphonies (2005, Season of Mist);
- Arcturian (2015, Prophecy Productions).

### Мини-альбомы
- Slow Death (1990, Putrefaction Records, под названием Mortem);
- My Angel (1991, Putrefaction Records);
- Constellation (1994, Nocturnal Art);
- Constellation (1997, Nocturnal Art).

### Демозаписи
- Slow Death (1989, под названием Mortem);
- Promo 90 (1990).

### Прочие релизы
- Disguised Masters (1999, Jester Records, сборник ремиксов);
- Aspera Hiems Symfonia/Constellation/My Angel (2002, Candlelight Records);
- Shipwrecked In Oslo (2006, Season of Mist., DVD).

## Участники
| Текущий состав - Симен «ICS Vortex» Хэстнэс — вокал (1999, 2005—2007, 2011-); - Стейнар Сверд Йонсен — клавишные (1987—2007, 2011-); - Кнут Магне Валле — гитара (1996—2007, 2011-); - Хью «Skoll» Мингей — бас-гитара (1995—2000, 2002—2007, 2011-); - Ян Аксель «Хеллхаммер» Бломберг — ударные (1987—2007, 2011-). | Бывшие участники - Мариус Вольд — бас-гитара и вокал (1987—1991); - Томас «Самот» Хауген — гитара (1993—1995); - Кристофер «Гарм» Рюгг — вокал (1993—2003); - Карл Август Тидеманн — гитара (1995—1996); - Даг Ф. Гравем — бас-гитара (2002); - Эйвинд Хегеланд — вокал (2003—2005); - Туре Мурен — гитара (2003—2007). |